# Gruner + Jahr
Gruner + Jahr AG & Co KG é a maior empresa de impressão e publicação europeia com sede em Hamburgo, Alemanha
John Jahr, Gerd Bucerius e Richard Gruner iniciaram a Gruner + Jahr em 1965. O Bertelsmann adquiriu 25% de participação quatro anos depois, e comprou o controle em 1973. Na Alemanha, o Gruner + Jahr é a principal editor de imprensa, com cinquenta revistas, incluindo as revistas Stern, Capital, Geo, Gala, Brigitte, Essen und Trinken e Schöner Wohnen. As revistas da companhia variam de publicações de fofoca de celebridade até publicações para nichos específicos, como “Beef!”, uma revista de comida.
Excluindo a Alemanha, Gruner + Jahr publica cinquenta revistas através de suas filiais nos seguintes países: Estados Unidos,  França, Espanha, Portugal, Itália, Polônia, Rússia, China, Argentina, Áustria, Holanda, Índia, Mongólia. Os dois principais grupos são as subsidiárias internacionais Prisma Digital em Paris e Gruner + Jahr USA Publishing Company, em Nova York.
Em Portugal a Gruner + Jahr marca presença através da Motorpress, grupo que edita títulos como Men's Health, Pais & Filhos e Autohoje.
No Brasil tem uma parceria com a Editora Abril.